# Zamek Sonnenstein
Sonnenstein (niem. Schloss Sonnenstein) – zamek w Pirnie, niedaleko Drezna w Niemczech. Mieścił szpital dla umysłowo chorych, który działał od 1811 do końca II wojny światowej w 1945. Podczas wojny funkcjonował jako jeden z ośrodków programu Aktion T4. Zamknięty zaraz po wojnie, został otwarty ponownie w roku 1970.

## Historia
Zamek Sonnenstein znajduje się w Pirnie, niedaleko Drezna nad rzeką Łabą. Został zbudowany po roku 1460 na miejscu średniowiecznego zamku. Wykorzystywany jako szpital dla umysłowo chorych od 1811. Ze względu na nowoczesne metody stosowane podczas leczenia szpital ten zyskał światowe uznanie i był brany za wzór dla innych takich instytucji.

### II wojna światowa
Od początku 1940 do końca czerwca 1942 część zamku została przeznaczona na miejsce zagłady. Komora gazowa i krematorium zostały zainstalowane w piwnicy budynku C 16 w byłych męskich sanitariatach. Wysoki ceglany mur w połączeniu z wysokim płotem chronił kompleks od zewnątrz. Wewnątrz ogrodzenia znajdowały się cztery budynki. Używano ich jako biura i kwatery dla personelu. Mężczyźni pracujący w krematorium spali na strychu budynku C 16. Niewykluczone, że także inne budynki były wykorzystywane podczas Akcji T4.
Od końca czerwca 1940 do września 1942 około 15 000 osób zostało zabitych w efekcie trwania Akcji T4. Personel składał się z około 100 osób. Jedna trzecia z nich została skierowana do niemieckich obozów zagłady na terenie okupowanej Polski.
Na przełomie sierpnia i września 1942 centrum zagłady w Sonnenstein zostało zlikwidowane, a obciążające instalacje jak komora gazowa i piece krematoryjne zostały zdemontowane. Od października 1942 budynki były wykorzystywane jako szpital wojskowy.

## Dzieje powojenne
Latem 1947 niektórzy uczestnicy Akcji T4 zostali oskarżeni w procesie lekarzy w Dreźnie. Profesor Paul Nitsche, medyczny szef Akcji T4 i dwóch pielęgniarzy z Sonnenstein zostało skazanych na śmierć.
9 czerwca 2000 otwarto muzeum upamiętniające udział zamku w Akcji T4.
Od 1970, zamek ponownie zostały przeznaczony na szpital dla ludzi niepełnosprawnych, w 1977 założono w nim centrum rehabilitacyjne.